# De Madrid a los tebeos
De Madrid a los tebeos: Una mirada gráfica a la Historieta madrileña es una obra publicada por el Área de las Artes del Ayuntamiento de Madrid y producida por Ediciones Sinsentido, bajo la dirección de Jesús Cuadrado, que repasa la historia de la historieta en esta ciudad desde 1798 hasta la actualidad.

## Contenido
- Tebeos madrileños, por Luis Alberto de Cuenca
- Madrid amanece, por Rafael Marín
- Galeotes y galeradas, por Jesús Cuadrado

- En el principio, ¿fue la imagen?, por Federico Moreno Santabárbara
- En los cuarenta... Fray Justo versus Consuelo Gil, por Enrique Martínez Peñaranda
- Y en los cincuenta, fascinados por el F.B.I., por Enrique Martínez Peñaranda
- Los ecos de una década prodigiosa, por Luís Conde Martín
- Falsos futuribles y casualidades, por Lorenzo F. Díaz
- Los años de espejismo, por Francisco Naranjo
- El final del sueño; inicio de sueños, por Agustín Oliver